# 掖县
掖县，中国旧县名，今山东省莱州市前身。
西汉时，置县，属东莱郡，新朝时称掖通。隋朝时，属莱州、东莱郡。唐朝时，属莱州、东莱郡。贞观元年（627年），曲城县、当利县、曲台县并入。明清时，属莱州府。清朝时，考评：冲，繁，县丞驻地在朱桥。
民国初年，莱州府废后，仍属山东省。1937年7月抗日战争全面爆发，12月，济南等地失守，掖县县长刘国斌逃跑。次年2月1日，侵华日军攻占掖县县城。刘子容任伪县长。3月8日，中共领导、发起玉皇顶起义，攻占掖县县城。1939年1月，掖县再度沦陷于日军之手。随后，日军制造了掖城惨案。1940年11月，中共政权在南部划出掖南县。1945年9月1日，原日伪军弃城逃往平度县城。当天，中共军队进入掖县县城。1947年10月3日，华东野战军第13纵队发起掖县战役，4日攻占掖县县城，全歼守军。民国政府任命的掖县县长赵光岳被俘虏。1949年后，掖县属西海专区、莱阳专区。1955年，掖南县并入掖县。1958年，掖县改属烟台专区，后属烟台地区。1988年，撤县设市为县级莱州市。